# Fianoniella brunnipes
Fianoniella brunnipes là một loài tò vò trong họ Ichneumonidae.